# 柴田創一郎
柴田 創一郎（しばた そういちろう、1969年12月6日 - ）は、日本の男性声優、ナレーター。神奈川県出身。マリエ・エンタープライズ所属。

## 経歴
勝田声優学院卒業。
1999年、映像テクノアカデミア・特別クラス修了。同年、江崎プロダクション（現・マウスプロモーション）所属となり、2009年2月まで所属。フリー期間を経て同年7月よりオフィス野沢所属。2012年4月よりメディアフォース所属。2014年2月より長らくフリーで活動していた。

## 人物
資格は危険物取扱者乙種第四種、大型二輪・普通自動車免許。

## 出演

### テレビアニメ
2000年
- サイバーシックス（テクノ）

2001年
- オフサイド（木村）
- こみっくパーティー（学生）
- 星界の戦旗II（ダークセス乗員）
- 魔法戦士リウイ（男A）

2002年
- おねがい☆ティーチャー（ホテル従業員）

2003年
- R.O.D -THE TV-（現地スタッフ）
- 君が望む永遠（社員）
- ギルガメッシュ（警備員）
- 最遊記RELOAD（妖怪）
- 住めば都のコスモス荘 すっとこ大戦ドッコイダー

2004年
- 無人惑星サヴァイヴ（作業員3）

### OVA
- KIZUNA -絆- 恋のから騒ぎ（2001年、少年3）

### 劇場アニメ
- ぼくの孫悟空（2003年）

### ゲーム
1998年
- ファイティングレイヤー（ホン・ギルソン）

2001年
- サクラ大戦3 〜巴里は燃えているか〜（群集）
- タイピングΖガンダム

2002年
- 侍（吉兆、井ノ頭茂吉）

2003年
- GALAXY ANGEL Moonlit Lovers（オペレータ）
- 侍道2（小坪）
- 新世紀GPXサイバーフォーミュラ Road To The INFINITY
- SNOW

2004年
- 3年B組金八先生 伝説の教壇に立て!（クヌギ中学教師1）

2005年
- 忍道 戒（毛伸忍者）

2006年
- 神業-KAMIWAZA-（村人1、おやっさん、漁師2）

2011年
- ラストストーリー（アリーナキャスター）

2014年
- 蒼き雷霆 ガンヴォルト

### ドラマCD
- 蒼き雷霆 ガンヴォルト 義心憤怒 / III（研究者[6]）
- おまけの小林くん2
- サクラ大戦 新西遊記〜跳んでもハップン〜
- スターオーシャン Till the End of Time Vol.1 新しき風の凱旋（副隊長）

### 吹き替え
- アイアン・カウボーイズ ミーツ・ゴーストライダー
- ER緊急救命室（エリンケ）
- WITHOUT A TRACE/FBI 失踪者を追え!
- S.A.S. 英国特殊部隊（アレックス）
- ELVIS
- ギター弾きの恋
- KND ハチャメチャ大作戦（ナンバー2〈ホーギー・P・ギリガン・ジュニア、ハンク〉）
- ザ・インターネット
- ザ・ソプラノズ 哀愁のマフィア
- ザ・プラクティス ボストン弁護士ファイル
- CIA:ザ・エージェンシー（アル）
- シカゴ・ホープ（クリス）
- 少年黄飛鴻（イエ・シシュエン）
- ジンジャーの青春日記（ウィンストン）
- ダラス（ハリマン）
- ディナーラッシュ（アデミール）
- デス・ゲーム2025（ウィラード）
- ナッティ・プロフェッサー2
- バビロン5
- ファンタジー・クエスト（ポーグ）
- フォーン・ブース（ビックQ）
- ホスピタル・アンダー・シージ
- レッドガントレット（リトビノフ）
- ロッキー&ブルーウィンクルの大冒険

### Webアニメ
- LINE entry 弦巻マキの「ぎゅんぎゅんプログラミング」（ヒデオ先生）

### ナレーション
- BSテレビ東京 FEVER SESSION 田村淳の世界を変えるイノベーション会議 ナレーション
- NHK BSプレミアム 英雄たちの選択「警察誕生〜川路利良、恩人西郷との対決〜」ボイスオーバー
- キッズステーション ベイブレードコロシアム
- ベネッセ 中学講座プラスi社会科
- NHKエンタープライズ DVD こどものためのおしごと図鑑
- カートゥーン ネットワーク（CMナレーター）

### ボイスオーバー
- ガーデニング大辞典
- コンパクト・ガーデニング
- 楽しい庭づり
- ドラマ・バラエティ
- プレイボーイチャンネル
- ルーム・フォア・チェンジ